# Nord-Est des États-Unis

Carte du Nord-Est des États-Unis d'après le Bureau du recensement. Les définitions régionales peuvent varier selon d'autres sources.

Le Nord-Est des États-Unis (en anglais : Northeastern United States ou simplement The Northeast) est une région des États-Unis,, sur la côte Est, au sud de la frontière canadienne.
Selon la définition du Bureau du recensement des États-Unis, la région du Nord-Est comprend neuf États : ceux de la Nouvelle-Angleterre — Maine, New Hampshire, Vermont, Massachusetts, Rhode Island et Connecticut (15 millions d'habitants en 2020) — et ceux du Mid-Atlantic — New York, New Jersey et Pennsylvanie (42 millions d'habitants en 2020) — pour un total de 57 millions d'habitants. La superficie totale de ces neuf États est de 469 630 km2, soit environ deux fois la superficie du Royaume-Uni.

## Économie
Le Nord-Est est une des régions les plus prospères des États-Unis : entre 2005 et 2006, le New Jersey a les plus hauts revenus médians du pays tandis que le Connecticut se classe 4e et le New Hampshire 5e.
La région compte également pour environ 20 % du produit intérieur brut national en 2022.
Les huit universités de l'Ivy League sont situées dans le Nord-Est et les États de New York, Pennsylvanie, du New Jersey et Massachusetts figurent dans les quinze États les plus peuplés des États-Unis bien que le Nord-Est soit la plus petite en superficie des quatre grandes régions américaines.

## Villes
Les principales villes sont New York (la plus grande du pays), Philadelphie, Boston, Newark, Pittsburgh, Jersey City et Buffalo.

## Source
- (en) Cet article est partiellement ou en totalité issu de l’article de Wikipédia en anglais intitulé « Northeastern United States » (voir la liste des auteurs).